# Механички Турчин
Механички Турчин, такође познат и под краћим именом Турчин (мађ. А Török), била је лажна машина за играње шаха коју је 1770. контруисао мађарски изумитељ Волфганг фон Кемпелен (1734–1804). Ова машина је за кратко време постала највећа енигма и сензација широм света. Турчин је успевао да победи већину својих изазивача, чак и неке од најученијих и најискуснијих шахиста. Као доказ да машина може да надмудри човека, уливао је страх и изазивао непријатност међу људима. Уништен је 1854. у пожару и током читавог свог постојања нико није успео да открије истину која се крије иза њега.
Наиме, Механички Турчин је у ствари био механичка илузија која је омогућила човеку, велемајстору шаха који се крио унутра да управља машином. Међу мајсторима шаха који су тајно управљали били су Јохан Алгајер, Хенри Бонкорт, Арон Александре, Вилијам Луис, Жак Муре и Вилијам Шлумберже, међутим играчи унутар механизма током Кемпеленове првобитне турнеје остају мистерија.

## Конструкција Механичког Турчина
Кемпелен је своју испирацију за изградњу Турчина добио након посете двору Марије Терезије од Аустрије у палати Шенбрун, где је Франсоа Пелетје изводио чин илузије. Да би импресионирао Марију Терезију, обећао је да ће се на двор вратити са изумом који ће надмашити приказане илузије.
Тако је, као резултат изазова, настала шах-машина, познатија као Механички Турчин. Машина се састојала од модела људске главе и трупа у природној величини, црне браде и сивих очију, обученог у отомански огртач и турбан — „традиционалну ношњу“, према новинару и аутору Томију Стендиџу. У левој руци је држао лулу, док је десна била наслоњена на комоду дужине 110 cm, ширине 61 cm и висине 76 cm. На врху комоде била је шаховска табла димензије 460x460 mm . Предња страна комоде састојала се од троја врата, отвора и фиоке, која је приликом отварања откривала црвено-бели шаховски сет од слоноваче. 
Унутрашњост машине је била изузетно компликована и дизајнирана тако да посматраче доведе у заблуду. Отворена са леве стране, предња врата комоде откривала су низ зупчаника налик онима у сатном механизму. Са друге стране комоде се налазио црвени јастук, неке померљиви делови као и месингане конструкције. Испод огртача модела била су скривена још двоја врата. Она су такође откривала зупчанике. Овакав дизајн омогућио је несметан и јасан поглед кроз машину и тиме стварао савршену илузију.
Ни сатни механизам који је видљив са леве стране, нити фиока у којој се налазио шаховски сет нису у потпуности заузимали простор комоде, што је омогућило играчу да остане неопажен приликом њиховог отварања. Одговор на питање како је играч унутар машине остао непримећен приликом отварања других врата јесте клизно седиште помоћу којег је играч могао да клизи са места на место и тако избегне посматраче док је презентер отварао врата.
Шаховска табла на врху комоде била је довољно танка да омогући магнетну везу. Свака фигура у шаховском комплету имала је мали, јак магнет причвршћен за своју основу. Када би се фигуре поставиле на таблу, привлачиле би магнет причвршћен за конац испод специфичних места на табли. Ово је омогућило играчу унутар машине да види које се фигуре где померају на шаховској табли.  Доњи део шаховске табле имао је одговарајуће бројеве, 1–64, па је сходно томе могао да види на која места је утицао потез играча. Унутрашњи магнети су били постављени на начин да спољне магнетне силе нису утицале на њих, па би Кемпелен често стављао магнет са стране табле како би доказао да машина није била под утицајем магнетизма. 
На врху комоде налазила се и мала дрвена кутија у коју је Кемпелен често завиривао током игре, сугеришући да кутија контролише неке аспекте машине. Јохан Непомук Мелзел, каснији власник машине, није користио кутију. Неки су веровали да кутија има натприродну моћ; Карл Готлиб фон Виндиш је у својој књизи Неживи разум из 1784. написао да је „једна стара дама, која није заборавила приче које јој је причала у младости… отишла и сакрила се на седишту поред прозора, што је даље могла од злог духа, за који је чврсто веровала да је запосео машину“.
Унутрашњост је такође садржала још једну шаховску таблу која је била повезана са низом полуга у стилу пантографа које су контролисале леву руку модела. Окретање полуге би отварало и затварало Турчинову руку, омогућавајући му да ухвати фигуре на табли.
Играч унутар машине је имао и алате за помоћ у комуникацији са презентером. Два месингана диска опремљена бројевима била су постављена један наспрам другог на унутрашњој и спољашњој страни комоде. Шипка је могла да ротира дискове до жељеног броја, који је служио као код између играча и презентера.

## Презентовање Турчина свету
Прво појављивање Турчина било је 1770. године у палати Шенбрун, отприлике шест месеци након Пелетјеовог чина. Кемпелен се обратио присутнима, представљајући шта је направио, и започео демонстрацију машине и њених делова. Кемпелен је увек почињао отварањем врата и фиока комоде, дозвољавајући публици да прегледа машину. Након тога, Кемпелен би објавио да је машина спремна за свог изазивача.
Кемпелен би обавестио изазивача да ће Турчин користити беле фигуре и имати први потез. Турчин је могао два пута да климне главом ако је запретио противничкој дами и три пута када је ставио краља у шах. Ако би противник направио недозвољен потез, Турчин би одмахнуо главом, померио фигуру уназад и направио сопствени потез. Кемпелен би позвао све посматраче да донесу магнете, гвожђе и магнетне руде и ставе у комоду како би проверили да ли машином управља неки облик магнетизма. Први који је играо против Турчина био је гроф Лудвиг фон Кобензл, аустријски дворјанин у палати. Он је брзо био поражен, заједно са осталим изазивачима тога дана, а посматрачи су изјавили да је машина играла агресивно и да је побеђивала своје противнике у року од тридесет минута.
Други део демонстрације машине било је решавање Коњићевог пута, чувене шаховске загонетке. Загонетка захтева од играча да помера коња преко шаховске табле, додирујући свако поље само једанпут. Док се већина искусних шахиста тог времена још увек мучила са проналажењем решења, Турчин је био способан да пронађе решење, са којег год поља пошао.
Турчин је такође могао да комуницира са гледаоцима помоћу мале табле на коју могу да се залепе слова (енгл. letter board). Играч унутар машине, чији идентитет током периода када је Кемпелен представио машину у палати Шенбрун није познат, могао је да комуницира са њима на енглеском, француском и немачком. Карл Фридрих Хинденбург, универзитетски математичар, је водио записник о разговорима за време Турчинових наступања у Лајпцигу, који је касније објавио. Питања која је Турчин постављао и она на која је одговарао тицала су се његових године, брачног статуса и тајне која стоји иза његовог функционисања.

## Турнеја по Европи
Након вести о њеном првом појављивању, интересовање за машину је порасло широм Европе. Међутим, Кемпелен је радио на другим пројектима и није излагао Турчина, често под изговором да је машина на поправци. Фон Виндиш је у једном тренутку записао да је Кемпелен „одбио молбе својих пријатеља и ускратио гомили радозналаца из свих земаља могућност да виде ову надалеко чувену машину“. У деценији након наступа у палати Шенбрун, Турчин је играо само са још једним противником, Сер Робертом Мареј Кејтом, шкотским племићем, а Кемпелен је отишао толико далеко да је потпуно размонтирао Турчина након партије. Кемпелен је, наводно, свој проналазак назвао „обичном багателом“, јер није био задовољан његовом популарношћу. Уместо тога, наставио је да ради на парним машинама и машинама за опонашање људског говора.
Цар Јозеф II Хабзбуршки је 1781. године наредио Кемпелену да реконструише Турчина и да га достави у Беч, како би га представио великом кнезу Павлу и његовој жени, који су били у посети. Наступ је био толико успешан да је велики Kнез Павле предложио да машина крене на турнеју по Европи, на шта је Кемпелен нерадо пристао.
Турчин је започео своју европску турнеју 1783. године, наступом у Француској у априлу. Пре наступа у Паризу, зауставили су се у Версају, где је Турчин изгубио меч од Шарла Годефроа де Ла Тур д'Оверња, Војводе од Бујона. По доласку у Париз у мају исте године, био је приказан јавности и играо је са разним противницима, укључујући адвоката по имену Господин Бернард, другог најбољег шахисте тог времена. После одседања у Версају, људи су све више захтевали да машина игра против Франсоа-Андре Даникана Филидора, који је важио за најбољег шахисту свог времена. У Кафе де ла Режансу, машина је играла против мноштва највештијих играча, често губећи (нпр. против Бернарда и Вердонија), а затим је коначно одигран меч са Филидором на Француској Академији наука. Иако је Филидор победио у партији са Турчином, Филидоров син каже да је његов отац догађај назвао „његовом најзаморнијом партијом шаха икада!“ Турчинова последња партија у Паризу била је против Бенџамина Френклина, Америчког амбасадора у Француској. Френклин је наводно уживао у партији и остао заинтересован за машину до краја свог живота, а сачувао је и примерак књиге Филипа Тикенса Проналазак шах-машине у својој личној библиотеци.
Након своје турнеје по Паризу, Кемпелен је Турчина преселио у Лондон, где су људи могли да играју са њим за 5 шилинга. Тикенс, познати скептик свог времена, истраживао је Турчина у покушају да разоткрије начин на који машина функционише изнутра. Иако је поштовао Кемпелена и сматрао га за „веома генијалног човека“, он је тврдио да је Турчин био сложена превара са малим дететом у машини, a машину је описао као „компликовани сат, само једна од многих других генијалних скаламерија, направљених да заведу и обману посматраче“.
После годину дана у Лондону, Кемпелен и Турчин су отпутовали у Лајпциг, успут се заустављајући у разним европским градовима. Из Лајпцига је отишао у Дрезден, где је Јозеф Фридрих Фрајхер фон Ракниц посматрао машину и објавио своја запажања у својој књизи О шахисти господина фон Кемпелена и његовој реплици, заједно са илустрацијама које показују његова уверења о томе како машина ради. Кемпелен се затим преселио у Амстердам, након чега је, како кажу, прихватио позив Фридриха Великог, краља Пруске, у палату Сансуси у Потсдаму. Прича каже да је Фридрих толико уживао у игрању са Турчином, да је платио велику суму новца Кемпелену у замену за тајну машине. Фридрих никада није одао тајну, али је наводно био разочаран када је сазнао како машина ради. Ова прича је непотврђена; нема доказа о Турчиновом сусрету са Фридрихом, који се први пут помиње почетком 19. века, када је такође проширена нетачна вест да је Турчин играо против британског краља Џорџа III. Чини се највероватније да је машина остала некоришћена у палати Шенбрун више од две деценије, иако је Кемпелен неуспешно покушавао да је прода у последњим годинама свог живота. Кемпелен је умро у 70. години 26. марта 1804. године.

## Мелзел и машина
Након Кемпеленове смрти, Турчин није наступао све до 1805. године када је Кемпеленов син одлучио да га прода Јохану Непомуку Мелзелу, баварском музичару који се интересовао за разне машине и уређаје. Мелзел, човек познат по патентирању облика метронома, већ је покушао да купи Турчина једном раније, пре Кемпеленове смрти. Тај покушај је пропао, јер је Кемпелен тражио 20.000 франака за машину; Кемпеленов син је продао Турчина Мелзелу за половину ове суме.
Након куповине машине, Мелзел је морао да научи њене тајне и да изврши неке поправке како би је вратио у радно стање. Његов циљ је био да тајна функционисања Турчина буде теже уочљива. На томе је радио наредних десет година, док је у међувремену наступао, а најпознатији сусрет био је са Наполеоном Бонапартом.
Године 1809, Наполеон Први од Француске дошао је у палату Шенбрун да игра против Турчина. Према извештају очевидаца, Турчин је чак салутирао Наполеону пре почетка меча. Машином је у то време управљао Јохан Баптист Алгајер. Постоје бројне непроверене верзије о томе како се одиграла партија. Према Бредлију Јуарту, Турчин је седео у једној просторији, а Наполеон у другој, за посебном шаховском таблом. Наполеону није било дозвољено да прилази Турчину, а Мелзел је ишао из собе у собу и играо потезе, како би гледаоцима било лакше да прате партију. На изненађење, Наполеон је одиграо први потез, иако је обичај био да партију започиње Турчин;  Мелзел је ипак дозволио да се игра настави. Убрзо након тога, Наполеон је направио недозвољен потез. Уочивши то, Турчин је вратио фигуру на првобитно место и наставио игру. Наполеон је поново повукао недозвољени потез, на шта је Турчин у потпуности уклонио фигуру са табле, и одиграо свој потез. Када је Наполеон покушао трећи пут, Турчин је замахнуо руком, срушивши све фигуре са табле. Наполеону је наводно ова представа била забавна, а затим је играо праву партију са машином, у којој је одиграо деветнаест потеза пре него што је преврнуо свог краља у знак предаје. Постоји још много верзија приче: да је Наполеон био разочаран јер је изгубио од машине, да је играо један меч са магнетом на табли, да је обмотао шал око главе Турчину итд.
Године 1811. Мелзел је довео Турчина у Милано на наступ са Еженом де Боарнеом, принцом Венеције. Боарнеу се толико допала машина да је понудио да је купи од Мелзела. Након озбиљног цењкања, Боарне је купио Турчина за 30.000 франака — три пута више него што је Мелзел платио — и задржао га је четири године. Године 1815, Мелзел се састао са Боарнеом у Минхену у намери да откупи Турчина назад. Куповина је успешно обављена, а о томе колико је платио постоји више непотврђених прича.
Након откупа, Мелзел је вратио Турчина у Париз, где је упознао многе водеће шахисте у Кафе де ла Режансу. Мелзел је остао у Француској са машином до 1818, када се преселио у Лондон и одржао низ наступа, презентујући Турчина, као и многе друге своје машине. У Лондону, Мелзел и његов наступ су добили велику пажњу штампе, и он је наставио да унапређује машину. Инсталирао је чак и говорну кутију како би машина могла да каже "Échec!" када даје шах.
Године 1819. Мелзел је повео Турчина на турнеју по Уједињеном Краљевству. Било је неколико новина у наступима, као што су дозвољавање противнику да игра први потез, као и елиминисање пешака испред ловца на Турчиновој страни. Турчинов почетак са фигуром мање („хендикеп пешака") је изазвао додатно интересовање за машину и било инспирација за књигу В. Ј. Хунемана која описује поменуте партије. Упркос „хендикепу“, Турчин (којим је тада управљао Муре) је завршио са четрдесет пет победа, три пораза и два ремија.

## Мелзел у Северној Америци
Мелзел је добро зарађивао од Турчинових наступа, па га је пут повео у Сједињене Државе, где је поред Турчина понео и своје остале машине. Године 1826. наступao je у Њујорку и популарност му је све више расла, што је довело до многих новинских прича али и анонимних претњи да ће тајна бити откривена. Мелзел је имао проблема са проналажењем одговарајућег играча унутар машине, те је за ту потребу неуспешно обучавао извесну жену из Француске. На крају је поново позвао бившег сарадника и играча, Вилијама Шлумбержеа, из Алзаса у Европи, да дође у Америку, чим му Мелзел обезбеди превоз.
По доласку Шлумбержеа, Турчин је наступао у Бостону, а Мелзел је изнео причу да су бостонски играчи много бољи од њујоршких. Турнеја је била успешна и трајала неколико недеља, након чега се преселила у Филаделфију на три месеца. После Филаделфије, Турчин је отишао у Балтимор, где је играо неколико месеци, а познат је и пораз од Чарлса Керола, потписника Декларације о независности. На наступу у Балтимору Мелзел је добио вест да су браћа Волкер, по узору на Турчина, конструисала сопствену машину, Играч шаха Волкер. Мелзел је погледао конкурентску машину и покушао да је купи, али је понуда одбијена и копија је наступала неколико година, али никада није стекла славу коју је Мелзелова машина имала и на крају је пала у заборав.
Мелзел је наставио са наступима широм Сједињених Држава до 1828. Након двогодишње паузе, наставио је турнеју по Америци, наступајући са машином у разним местима, све до Мисисипија, а онда је отишао у Канаду.  У Ричмонду, у Вирџинији, Турчина је посматрао Едгар Алан По, који је писао за Southern Literary Messenger. Поов есеј „Мелзелов шахиста” објављен је у априлу 1836. године и најпознатији је есеј о Турчину, иако су многе Поове хипотезе биле нетачне (као на пример да машина увек мора да победи).
Мелзел је на крају одвео Турчина на своју другу турнеју у Хавану на Куби. На Куби, Шлумберже је умро од жуте грознице, а Мелзела је остао без играча унутар Турчина. Мелзел је умро на броду 1838. године, током повратка кући. Своју машину оставио је капетану брода.

## Последње године постојања Механичког Турчина и касније
По повратку брода на коме је Мелзел умро, његове разне машине, укључујући и Турчина, доспеле су у руке Мелзеловог пријатеља, бизнисмена Џона Оула. Он је покушао је да прода Турчина на аукцији, али га је због ниске понуде на крају сам купио за 400 долара.
Године 1839. др Џон Кирсли Мичел, лични лекар Едгара Алана Поа, купио је Турчина од Оула, рестаурирао га, а затим га поклонио Кинеском музеју Чарлса Вилсона Пила у Филаделфији. Турчин је још неко време повремено наступао, да би на крају био потпуно потиснут и заборављен у неком ћошку музеја. Јула 1854. године, избио је пожар у Народном позоришту у Филаделфији, проширио се до Музеја и уништио Турчина. 
Џон Гоуген, амерички произвођач опреме за мађионичаре из Лос Анђелеса, потрошио је 120.000 долара правећи сопствену верзију Кемпеленове машине током петогодишњег периода, од 1984. до 1989. године. Реплика машине је користила оригиналну шаховску таблу, која је била чувана одвојено од Турчина и која је након пожара остала неоштећена. Прво јавно приказивање Гоугеновог Турчина било је новембра 1989. на конференцији о историји магије. Машина је представљена слично као што је Кемпелен представио оригинал, само што је скривеног шахисту заменио рачунар који покреће шаховски програм.

## Откривање тајни
Tоком постојања Механичког Турчина написано је много књига и чланака о томе како је машина функционисала, међутим, већина је била нетачна, јер је извлачила погрешне закључке из спољашњег посматрања.
Тајна је у потпуности откривена тек у низу чланака Сајласа Мичела за The Chess Monthly. Мичел, син последњег власника Механичког Турчина, написао је да никада ниједна тајна није била чувана као што је била тајна Механичког Турчина. Нагађано је много пута, али ниједно од објашњења никада није решило ову интригантну загонетку.
Најважнија биографска историја о Машини и Мелзелу представљена је у књизи Књига о првом америчком Шаховском Конгресу коју је објавио Данијел Вилард Фиске 1857. године.
Године 1859., писмо које је у Philadelphia Sunday Dispatch-у објавио Вилијам Ф. Кумер, који је радио као руководилац машине под Џоном Мичелом, открило је још један део тајне: свећу унутар ормара. Низ цеви водио је од свеће до Турчиновог која је у стбари служило за вентилацију. Скривеном шахисти било је потребно осветљење унутар ормара, а Турчинова лула је својим димом савршено прикривала димљење из турбана.
Нови чланак о Турчину појавио се тек 1899. године, када је The American Chess Magazine објавио извештај о партији Механичког Турчина са Наполеоном Бонапартом. Наредни значајан чланак се појавио тек 1947. године, када је Chess Review објавио чланке Кенета Харкнеса и Џека Стрелија Батела који су представљали свеобухватну историју и опис Турчина, употпуњену новим чињеницама. Још један чланак који је Ернест Витенберг написао 1960. за American Heritage дао је нове податке који описују како се скривени играч унутар Турчина кретао и управљао машином. 
У публикацији Хенрија А. Дејвидсона из 1945. Кратка историја шаха, значајна тежина је дата Поовом есеју који је погрешно сугерисао да је играч седео унутар лутке Турчина, а не на покретном седишту унутар ормара. Слична грешка се десила у књизи Алекса Г. Бела из 1978. године Машина игра шах, у којој се погрешно тврди да је играч у Машини био обучен дечак (или веома мала одрасла особа) који је следио упутства шахисте који је био скривен негде другде на сцени.
Тек када је креиран Deep Blue, IBM-ов покушај компјутера који би могао да изазове најбоље светске играче, интересовање за Турчина се поново повећало и објављене су још две књиге: Турчин, Машина (2000) М. Levittа, и Турчин: Живот и дело познате Шах-машине из 18. века Tom Стендејџа из 2002. године. Турчин је коришћен као персонификација Deep Blue-а у документарцу Крај игре: Каспаров и Maшина из 2003. године.

## Наслеђе и популарна култура
Захваљујући популарности и мистерији Механичког Турчина, његова конструкција инспирисала је бројне изуме и имитације, укључујући Аџиба, познатог као Египћанин, америчку имитацију коју је изградио Чарлс Хопер, а са којом је председник Гровер Кливленд одиграо партију 1885., и мање познатог Мефиста.
Прва имитација Механичког Турчина је cтворен од стране браће Волкер, a дебитовала је у мају 1827. у Њујорку. Године 1912. Леонардо Торес и Кеведо изградиће Ел Ахедрециста, аутомат за играње шаха који је јавно наступио током Светског сајма у Паризу 1914. Способан да игра са топом и краље против краља у завршници уз помоћ електромагнета, била је то прва права машина која игра шах, што је чини својеврсним претходником Deep Blue-а .
Представа, Шах-машина, је представљена је у Њујорку 1845. У реклами, као и у чланку који се појавио у The Illustrated London News, тврдило се да се у представи појављује Кемпеленов Турчин, али је у ствари то била копија Турчина креирана од стране Џ. Волкера, који је раније представио "Вoлкер шахисту".
Неми играни филм Рејмона Бернара Шахиста (The Chess Player, France 1927) преплиће стварну причу о Турчину са измишљеним авантуристичким елементима. Прича је смештена у време након прве поделе Пољске 1772. године.
Турчин је такође инспирисао дела књижевне фантастике. Године 1849., само неколико година пре него што је Турчин уништен, Едгар Алан По је објавио приповетку Von Kempelen and His Discovery. Кратка прича Амброуза Бирса Moxon's Master, објављена 1909. године, морбидна је прича о машини који игра шах и који личи на Турчина. Научнофантастична кратка прича Џина Вулфа из 1977. The Marvellous Brass Chessplaying Automaton такође у својој радњи садржи уређај веома сличан Турчину. Прича Ф. Гвинплејна Мекинтајра из 2007. The Clockwork Horror реконструише првобитни сусрет Едгара Алана Поа са Мелзеловом Машином.
Амазон је 2005. године покренуо Амазоновог Механичког Турчина, веб апликацију која координише рад рачунара и људске интелигенције на заједничким пројектима.